# Nilson Loyola
Nilson Evair Loyola Morales (Lima, 26 de octubre de 1994) es un futbolista peruano que juega como lateral izquierdo y actualmente se encuentra sin equipo. Fue internacional con la Selección Peruana de fútbol. 
Nacido y criado en la capital peruana, Lima y a los 18 años se radicó en Arequipa,  Loyola comenzó su carrera en el FC Melgar, club en el que conquistó un Campeonato Descentralizado, antes de firmar con el Goiás Esporte Clube en 2018, teniendo un corto paso sin éxito por el club. Esa misma temporada volvería a Perú, recaló en el Club Sporting Cristal,  equipo con el que conquistó una Liga Peruana y una Copa Bicentenario.
Internacional absoluto con la selección peruana desde 2016, Loyola fue partícipe de la Copa Mundial de Fútbol de 2018.

## Trayectoria

### FBC Melgar

#### Debut y primeros años (2014-2016)

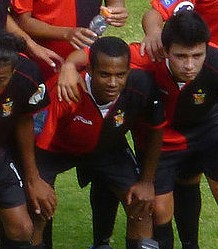
Loyola con el Equipo de Reservas del FBC Melgar que salió Campeón Nacional del Torneo de Promoción y Reserva 2014.

Su gran desarrollo futbolístico lo haría llegar al FBC Melgar de Arequipa, procedente de las divisiones menores de Sporting Cristal. Juan Reynoso lo hizo debutar en partido oficial contra el Sport Huancayo, en el Estadio Monumental de la UNSA el 22 de febrero de 2014. Con diecinueve años, tres meses y veintiséis días, debutando en Primera División. Después de otro partido en el mismo torneo, Loyola pasaría el resto del año con la reserva, consagrándose campeón del Torneo Promoción y Reserva. Loyola regresaría al equipo principal en un empate 1-1 a domicilio contra Real Garcilaso por el Torneo Descentralizado, que aseguró el título de Clausura de Melgar y clasificó por primera vez a la Copa Libertadores después de 32 años.

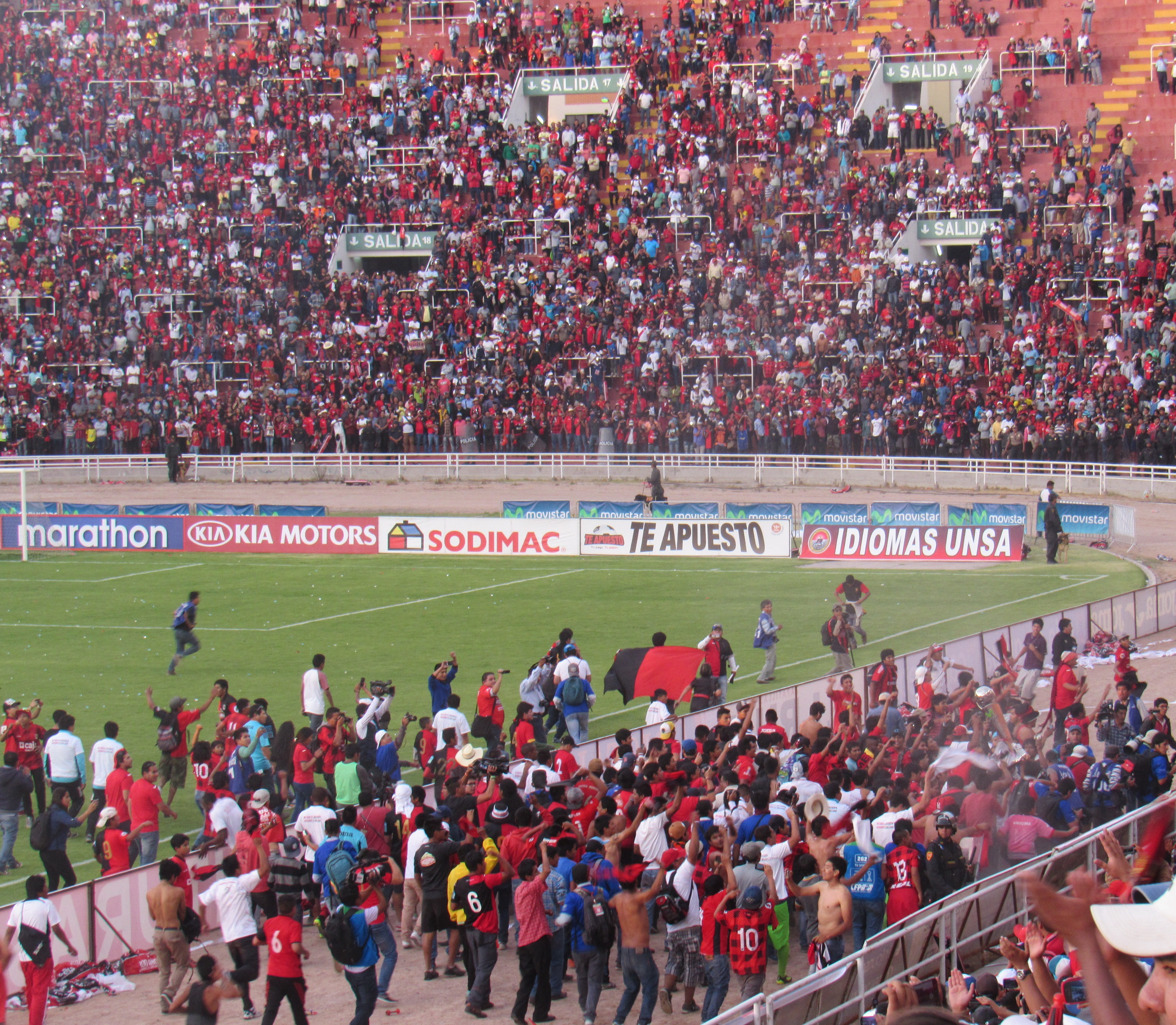
Vuelta Olímpica del Campeón FBC Melgar tras la obtención del Campeonato Descentralizado 2015 (Perú).

En 2015, Loyola sería clave en el equipo de Reservas del club ganando el Torneo Apertura del Torneo Descentralizado de Reservas, llegaría como delantero central, pero Miguel Miranda lo puso como lateral izquierdo su gran campaña en las canteras lo vería Juan Reynoso, quien lo llamaría al primer equipo para jugar el título frente a Sporting Cristal donde logró salir campeón nacional del Torneo Descentralizado 2015.
Al año siguiente, Loyola continuaría en el club consagrándose como titular en la mayoría de partidos. El 1 de marzo debutó en la Copa Libertadores ante Independiente del Valle. Marcó su primer gol oficial al Sporting Cristal, en la decimoséptima jornada del campeonato de Liga el 18 de mayo de 2016. Luego de varias fechas, Nilson tendría una participación protagónica anotando y asistiendo en la victoria 2-1 a domicilio contra Real Garcilaso. Días después, el 31 de julio marcaría un gol en la victoria sobre la Alianza Atlético por 2-0. Loyola participaría en la Liguilla A, donde tendría dos anotaciones en las victorias frente a Deportivo Municipal y Real Garcilaso. El 19 de octubre reaparecería con dos asistencias en la victoria 3-2 frente a César Vallejo. Esa temporada, Nilson Loyola disputaría la final frente al Sporting Cristal donde obtuvo el subcampeonato con Melgar tras perder con un resultado global por 1-1.

#### Desarrollo y titularidad indiscutible (2017-2018)
Para la temporada siguiente, Loyola se instaló definitivamente en el primer equipo donde buscó un buen ritmo que lo mantuvo exitosamente durante el año. Nilson conseguiría su primera victoria en un torneo internacional ante Emelec, en el Monumental de la UNSA el 14 de marzo de 2017. En el Torneo de Verano, Melgar no vio la derrota en la mayoría de partidos, además Loyola tendría dos anotaciones en las victorias seguidas frente a Unión Comercio y Alianza Atlético. Tras la victoria en penales sobre la Universidad Técnica de Cajamarca, su equipo obtendría el título del torneo. Loyola empezaría con buen ritmo el Torneo Clausura tras no prosperar en el Torneo Apertura con dos asistencias en la victoria frente a la Universidad San Martín. El 21 de octubre, Loyola regresaría al gol en la victoria por 5-0 ante la Academia Cantolao. Loyola determinadas veces fue convocado a la selección de su país para la clasificación a la Copa del Mundo, influyendo más su juego y goles en la temporada.
En 2018 iniciaría la pretemporada con el equipo en miras al Torneo de Verano. A inicios de enero perdería la llave por la Copa Libertadores frente a Santiago Wanderes en un global de 2-1. Volviendo al torneo, Loyola marcaría un gol en el empate 1-1 frente a Unión Comercio el 5 de marzo. Durante el año tendría una titularidad indiscutible que lo llevaría a ser el primer jugador del club en jugar una Copa del Mundo con su país. Nilson Loyola volvería a Arequipa y en una entrevista en las instalaciones del club, el jugador afirmó: "llego con la mentalidad de seguir siendo parte del grupo. Lamentablemente no pude tener minutos, pero fue una gran experiencia estar con el grupo. Sentir de cerca el calor de la gente y el apoyo de un país, así que llego motivado para poder aportarle al equipo". Seguiría sumando partidos logrando ganar el Torneo Clausura y clasificándose a las semifinales del Campeonato Descentralizado enfrentando a Alianza Lima, Loyola anotaría un gol en el primer partido; sin embargo, perdería en penales en el segundo partido. Tras finalizarse la temporada, Loyola cerraría su etapa en Melgar mencionando su gran paso por el club.

### Paso corto en Goiás
El 26 de diciembre del 2018 es anunciado como refuerzo del Goiás Esporte Clube por todo el 2019. Nilson Loyola estaría de para un mes y medio debido a una lesión en su pierna izquierda. Su debut fue en la victoria 2-1 ante Iporá por el Campeonato Goiano, clasificando a la siguiente etapa en el primer lugar del Grupo A. Tras la final del campeonato donde su equipo quedó subcampeón el técnico brasileño, Mauricio Barbieri se iría despedido del club y entrando en su reemplazo, Claudinei Oliveira. Tras varios meses de inactividad, medios brasileños afirmaron que el agente de Loyola ya negociaba con el director de Goiás la rescisión de contrato del jugador. Sin embargo, prensa situada en la región aseguraron que el jugador firmó su salida y que estará de regreso al Perú.

### Sporting Cristal
En junio del 2019 se oficializa su llegada al club que lo vio crecer, Sporting Cristal, con un contrato de 3 años y medio, Claudio Vivas lo hizo debutar en el empate 1-1 ante César Vallejo por la Copa Bicentenario el 6 de julio, Loyola debutaría en la Copa Sudamericana ante Zulia, quedando eliminado con un resultado global de 3-3. El 9 de noviembre marcó su primer gol con el club valiendo la «ley del ex» marcando la victoria 3-2 en el Monumental de la UNSA ante el Melgar por las decimoquinta fecha por el Torneo Clausura.
En la temporada siguiente, debutaría ante el Barcelona de Guayaquil por la Copa Libertadores el 7 de marzo de 2020. El 15 de noviembre volvería al gol en la victoria 2-1 frente al Deportivo Binacional, su seguidilla de partidos lo llevó a jugar la final del Torneo Clausura donde perdería en penales ante Ayacucho FC. El 9 de diciembre, el Sporting Cristal jugó el partido de ida por los Play-offs de la Liga 1 contra el Ayacucho FC donde Loyola asistió en la victoria por el primer partido, su equipo pasaría con un global de 6-2. Este fue, luego de jugarse la final contra Universitario, el primer título de la temporada que ganó con el equipo celeste.
Loyola sería pieza clave en la temporada siguiente consagrándose en partidos y títulos importantes. Tras la pretemporada e inicio de la primera fecha, Nilson sería baja tras una tensión muscular; sin embargo, se recuperaría rápidamente y anotaría en la victoria 3-0 frente a Deportivo Binacional. El 19 de abril su equipo perdería en el debut de la Copa Libertadores frente a Sao Paulo en Lima. Tras su mala participación durante el torneo internacional, se clasificaría a la Copa Sudamericana. Nilson Loyola reaparecería con un gol en la victoria 2-0 frente a Sport Huancayo. El 15 de mayo debutaría en la Copa Sudamericana en una victoria 2-1 frente al Arsenal de Sarandí, aportando con una asistencia y pasando a la siguiente fase; sin embargo caería eliminado ante Peñarol en un resultado global de 4-1. El 30 de mayo lograría ganar la Fase 1 frente a San Martín en una victoria por 3-1 obteniendo su primer torneo corto. Loyola debutaría en la Copa Bicentenario anotando un gol en la victoria 3-2 frente a Cusco FC por los octavos de final. Tras esto y ganar los siguientes partidos llegaría a la final contra Carlos Mannucci, logrando un título más en su cuenta personal y clasificándose a la Supercopa Peruana 2022. El 9 de agosto, Loyola sería parte de la victoria 4-3 frente a Deportivo Binacional anotando un gol. El 17 de septiembre otorgaría una asistencia en la victoria 6-1 frente a la Universidad Técnica de Cajamarca. Días después, marcaría un gol en la victoria a domicilio ante Alianza Universidad. Nilson Loyola disputaría la final frente al Club Alianza Lima donde obtuvo el subcampeonato con Cristal tras perder con un resultado global por 1-0. 
Loyola volvería a jugar un torneo descentralizado por la Liga 1, debutando frente a Sport Huancayo. El 5 de abril debutaría en la derrota 0-2 frente a CR Flamengo. Nilson daría el salto con una anotación en la siguiente fecha de la Copa Libertadores en la derrota frente a la Universidad Católica. Tras volver al torneo peruano y ganar dos partidos seguidos, Loyola se prepararía para el duelo frente a Talleres, posteriormente sumaría una nueva derrota por la mínima; sin embargo, el defensor saldría lesionado previo al gol cordobés que selló el triunfo argentino ante un choque de cabezas con Juan Ignacio Méndez. Se quedó en Argentina realizándole radiografías y una tomografía cerebral, concluyendo con resultados óptimos. Hizo su regreso el 5 de abril en el mismo torneo contra la Universidad Católica, siendo titular en el empate en casa por 1-1. Loyola volvería anotar un gol en la victoria frente al Atlético Grau por la decimoséptima fecha del Torneo Apertura. En la siguiente fase de la Liga 1, anotaría un gol en la victoria 4-3 frente al Sport Huancayo. Sería partícipe en los siguientes encuentros apareciendo como titular. El 15 de octubre anotaría en la goleada 5-3 ante el Sport Boys. Su presencia continua y asistencias sería importante en la acumulación de puntos en la tabla acumulada, terminando primeros por quinta vez consecutiva.
Universidad César Vallejo
Fue confirmado su traspaso a la UCV en 2024, dónde sólo disputó 7 partidos en la liga 1 2024 y disputó dos partidos de la Copa sudamericana 2024 brindado 1 asistencia. A final de temporada descendería de categoría. 

## Selección nacional
Con 22 años, Loyola apareció por primera vez con la división mayor de Perú, en una victoria 4-1 sobre Paraguay el 10 de noviembre de 2016, entrando como un substituto de Miguel Trauco en el segundo tiempo. Sería titular en la derrota 0-2 ante Brasil el 15 de noviembre. Ricardo Gareca lo convocaría para jugar los amistosos frente a Paraguay y Jamaica, ambos con victoria. Su país quedaría quinto lugar y jugaría el repechaje frente a Nueva Zelanda, Loyola sería suplente en los dos partidos y lograría una hazaña clasificándose a una Copa del Mundo después de 36 años.
Nilson sería convocado habitualmente a los amistosos previos a la Copa del Mundo por el director técnico argentino quien tomo su confianza. El 16 de mayo de 2018 el entrenador de la selección peruana, Ricardo Gareca, lo incluyó en la nómina preliminar de 24 jugadores convocados para la Copa Mundial de Fútbol de 2018. Fue confirmado en la lista definitiva de 23 jugadores el 4 de junio. Tras la despedida ante Escocia en Lima, Loyola jugaría en la victoria frente a Arabia Saudita. Su país quedaría fuera de la copa tras quedar tercero en su grupo. Tras el torneo volvieron los amistosos, siendo Loyola convocado en la mayoría de encuentros, acumularía minutos frente a Holanda y Estados Unidos.
Loyola sería convocado para los duelos amistoso y donde jugaría frente a Panamá y Jamaica.

## Estadísticas

### Clubes
Actualizado el 6 de noviembre de 2022.
| Club                         | Div.          | Temporada     | Liga  | Liga  | Liga   | Copas | Copas | Copas  | Internacional | Internacional | Internacional | Total | Total | Total  | Media goleadora |
| Club                         | Div.          | Temporada     | Part. | Goles | Asist. | Part. | Goles | Asist. | Part.         | Goles         | Asist.        | Part. | Goles | Asist. | Media goleadora |
| ---------------------------- | ------------- | ------------- | ----- | ----- | ------ | ----- | ----- | ------ | ------------- | ------------- | ------------- | ----- | ----- | ------ | --------------- |
| FBC Melgar · Perú            |               |               |       |       |        |       |       |        |               |               |               |       |       |        |                 |
| 1.ª                          | 2014          | -             | -     | -     | 2      | 0     | 0     | -      | -             | -             | 2             | 0     | 0     | 0,00   |                 |
| 1.ª                          | 2015          | 1             | 0     | 0     | 0      | 0     | 0     | -      | -             | -             | 1             | 0     | 0     | 0,00   |                 |
| 1.ª                          | 2016          | 43            | 5     | 5     | -      | -     | -     | 4      | 0             | 0             | 47            | 5     | 5     | 0,09   |                 |
| 1.ª                          | 2017          | 24            | 1     | 4     | 13     | 2     | 0     | 5      | 0             | 0             | 42            | 3     | 4     | 0,04   |                 |
| 1.ª                          | 2018          | 20            | 1     | 1     | 12     | 1     | 0     | 2      | 0             | 0             | 34            | 2     | 1     | 0,02   |                 |
| Total club                   | Total club    | 88            | 7     | 10    | 27     | 3     | 0     | 11     | 0             | 0             | 126           | 10    | 10    | 0,07   |                 |
| Goiás Esporte Clube · Brasil |               |               |       |       |        |       |       |        |               |               |               |       |       |        |                 |
| 1.ª                          | 2019          | 0             | 0     | 0     | 1      | 0     | 0     | 0      | 0             | 0             | 1             | 0     | 0     | 0,00   |                 |
| Total club                   | Total club    | 0             | 0     | 0     | 1      | 0     | 0     | 0      | 0             | 0             | 1             | 0     | 0     | 0,00   |                 |
| Sporting Cristal Perú        |               |               |       |       |        |       |       |        |               |               |               |       |       |        |                 |
| 1.ª                          | 2019          | 5             | 1     | 0     | 3      | 0     | 0     | 1      | 0             | 0             | 9             | 1     | 0     | 0,09   |                 |
| 1.ª                          | 2020          | 25            | 1     | 0     | -      | -     | -     | 2      | 0             | 0             | 27            | 1     | 0     | 0,02   |                 |
| 1.ª                          | 2021          | 23            | 4     | 2     | 3      | 1     | 0     | 9      | 0             | 0             | 35            | 5     | 2     | 0,05   |                 |
| 1.ª                          | 2022          | 30            | 3     | 2     | -      | -     | -     | 6      | 1             | 0             | 36            | 4     | 2     | 0,07   |                 |
| 2023                         | 15            | 1             | 1     | -     | -      | -     | 6     | 0      | 0             | 21            | 1             | 1     | 0.01  |        |                 |
| Total club                   | Total club    | 83            | 9     | 4     | 6      | 1     | 0     | 18     | 1             | 0             | 110           | 11    | 4     | 0,09   |                 |
| Total carrera                | Total carrera | Total carrera | 171   | 16    | 14     | 34    | 4     | 0      | 29            | 1             | 0             | 237   | 21    | 14     | 0,06            |

## Palmarés

### Campeonatos nacionales
| Título                        | Club             | País | Año  |
| ----------------------------- | ---------------- | ---- | ---- |
| Torneo de Promoción y Reserva | FBC Melgar       | Perú | 2014 |
| Primera División del Perú     | FBC Melgar       | Perú | 2015 |
| Primera División del Perú     | Sporting Cristal | Perú | 2020 |
| Copa Bicentenario             | Sporting Cristal | Perú | 2021 |

### Torneos
| Título           | Club       | País | Año  |
| ---------------- | ---------- | ---- | ---- |
| Torneo Clausura  | FBC Melgar | Perú | 2015 |
| Torneo de Verano | FBC Melgar | Perú | 2017 |
| Torneo Clausura  | FBC Melgar | Perú | 2018 |

### Distinciones individuales
| Distinción                                                                                  | Año  |
| ------------------------------------------------------------------------------------------- | ---- |
| Preseleccionado como defensa en el mejor once del Campeonato Descentralizado según la SAFAP | 2018 |
| Preseleccionado como defensa en el mejor once de la Liga 1 según la SAFAP                   | 2020 |
| Once ideal de la Copa Bicentenario según Dechalaca.com                                      | 2021 |
| Preseleccionado como defensa en el mejor once de la Liga 1 según la SAFAP                   | 2021 |